# Cosmin Ciocoteală
Cosmin Ciocoteală (sinh ngày 21 tháng 7 năm 1997) là một cầu thủ bóng đá người România thi đấu cho FCM Alexandria ở vị trí hậu vệ hay tiền vệ.